# Herniaria hartungii
Herniaria hartungii är en nejlikväxtart som beskrevs av Filippo Parlatore och Carl August Bolle. Herniaria hartungii ingår i släktet knytlingar, och familjen nejlikväxter. Inga underarter finns listade i Catalogue of Life.